# Željko Pavičić
Željko Pavičić (Nuštar, 18. prosinca 1949. – Zagreb, 30. siječnja 2021.) bio je hrvatski skladatelj, tekstopisac i pjesnik. 

## Životopis
Osnovnu školu završio je u Velikome Grđevcu, a 1964. godine odlazi u Zagreb gdje je završio kemijsku tehničku školu. Živio je u Svetom Ivanu Zelini. Bio je stalni član Hrvatskoga društva skladatelja.

## Skladatelj i tekstopisac
Prve pjesme na singl pločama objavljuju mu se već 1976. godine. S Đorđem Novkovićem započinje suradnju 1979. godine, te od tada tandem Novković/Pavičić objavljuje prvi album Srebrnih krila, koji se prodaje u tiraži 500.000 kopija. Suradnja Pavičića i Novkovića vrlo je uspješna i iz nje nastaju brojni hitovi za Mišu Kovača, Olivera Dragojevića, Vladu Kalembera,Terezu Kesoviju, Daniela Popovića, Severinu, Dalibora Bruna, Zlatka Pejakovića, Jasnu Zlokić, Željka Bebeka, Jasmina Stavrosa, Doris Dragović, Nedu Ukraden, Gaby Novak, Alena Slavicu, Anu Štefok, Ota Pestnera, Mineu, Velinu i ine. Željko Pavičić surađuje i s mnogim drugim skladateljima (Zrinko Tutić, Zdenko Runjić, Vladimir Delač, Ivo Lesić, Rajko Dujmić, Branimir Mihaljević, Marko Tomasović i ini).
Napisao je oko dvije tisuće pjesama za glazbu, a nekoliko stotina pjesama sam je skladao.
Poznatije pjesme su mu: "Ako me ostaviš", "Bio sam naivan", "Dao sam ti dušu", "Djeni nosi kečke", "Good boy", "Ja nisam kockar", "Južnjačke sam krvi", "Lili", "Ljepota", "Prva noć sa njom", "Samo anđeli znaju", "Samo nas nebo rastavit može", "Sanjar lutalica", "Siromah sam nije me sramota", "Slušaj majko moju pjesmu", "Svi su znali da smo ljubovali", "Vagabundov sin", "Poljubi zemlju po kojoj hodaš", "Domu mom", "Prije sna", "Do kraja vrimena", " Lutajuće srce", "Čaša otrova", "Zingarella", "Posuđeno vrijeme", "Sutra mi sude", "Svirajte mi marijači", "Molitva za domovinu" i mnoge druge.
Osim pisanja tekstova za glazbu, piše i libreto za mjuzikl "Fatimsko proročanstvo" na glazbu Branimira Mihaljevića i mjuzikl "Majka Božja Bistrička" na glazbu Zrinka Tutića.
Napisao libreto za mjuzikl (scensko-glazbenu igru) "Sto godina ljubavi" povodom stogodišnjice osnivanja sestrinskog reda Služavki malog Isusa.

## Nagrade
Osvojio je mnoge nagrade na festivalima zabavne glazbe, primio je "Zlatnu pticu" za tiraže prodanih pjesama.

## Knjige
- 5 stoljeća čudotvornog kipa Majke Božje Bistričke: povijesna kronologija u stihovima, Vigron-Radio Marija Bistrica, Bedenica-Marija Bistrica, 2008.
- Testament srca, (zbirka pjesama), vl. naklada, 2010.
- Dizma sveti razbojnik, (slikovnica), Kršćanska sadašnjost – Zbor prebendara Prvostolne crkve zagrebačke, Zagreb, 2015. (ilustracije Damir Facan-Grdiša)[4]
- "Zvjezdani fandango" zbirka pjesama.Nakladnik:Pučko učilište Sv.Ivan Zelina.CIP 001003088 Nacionalna sveučilišnaknjižnica u Zagrebu. ISBN 978-953-6540-80-8

- "Svjetlonoša" zbirka pjesama. Nakladnik: Pučko učilište Sv.Ivan Zelina. CIP 001060759 Nacionalna sveučilišna Knjižnica u Zagrebu. ISBN 978-953-6540-85-3